# Tournans
Tournans – miejscowość i gmina we Francji, w regionie Burgundia-Franche-Comté, w departamencie Doubs.
Według danych na rok 1990 gminę zamieszkiwało 87 osób, a gęstość zaludnienia wynosiła 10 osób/km² (wśród 1786 gmin Franche-Comté Tournans plasuje się na 656. miejscu pod względem liczby ludności, natomiast pod względem powierzchni na miejscu 515.).